# Błażowa (plaats)
Błażowa is een stad in het Poolse woiwodschap Subkarpaten, gelegen in de powiat Rzeszowski. De oppervlakte bedraagt 4,23 km², het inwonertal 2111 (2005).